# بحمدون المحطة
بحمدون المحطة هي قرية لبنانية من قرى قضاء عاليه في محافظة جبل لبنان.